# Gometz-le-Châtel
Gometz le Châtel là một xã ở tỉnh Essonne thuộc vùng Île-de-France miền bắc nước Pháp.